# 1191年
| 千纪： | 2千纪 |
| 世纪： | 11世纪 \| 12世纪 \| 13世纪                                                                                             |
| 年代： | 1160年代 \| 1170年代 \| 1180年代 \| 1190年代 \| 1200年代 \| 1210年代 \| 1220年代                                       |
| 年份： | 1186年 \| 1187年 \| 1188年 \| 1189年 \| 1190年 \| 1191年 \| 1192年 \| 1193年 \| 1194年 \| 1195年 \| 1196年             |
| 纪年： | 辛亥年（猪年）；西夏祐二十二年；金明昌二年；西辽天喜十四年；南宋绍熙二年；大理元亨七年；越南天資嘉瑞六年；日本建久二年 |

## 大事记
- 4月15日，德意志国王亨利六世及其妻康斯坦丝在罗马由教宗塞莱斯廷三世加冕为神圣罗马帝国皇帝、皇后。
- 6月，獅心王理查在第三次十字軍東征途中奪取了拜占庭帝國治下的賽普勒斯，後來轉賣給聖殿騎士團。
- 8月，西西里王国击退亨利六世皇帝自5月起的入侵；萨莱诺人与来访的康斯坦丝皇后反目，康斯坦丝被布林迪西的马加里托解送到墨西拿交给坦克雷迪后被关押在那不勒斯的蛋堡。
- 占城贵族罗苏婆底将蘇利耶闍耶跋摩驱赶回真腊，自立为佛逝王（闍耶因陀羅跋摩五世）。
- 位於愛爾蘭都柏林市的聖派屈克大教堂开建。

## 出生
- 拖雷 又譯圖壘，是元太祖成吉思汗的幼子，排行第四。

## 逝世
- 宋孝宗趙眘，宋朝第十一位皇帝，已於1189年退位為太上皇。
- 波希米亚公爵康拉德二世。